# Giovanni II di Werle
Giovanni II di Werle (XIII secolo – 27 agosto 1337) è stato un principe di Meclemburgo e signore di Werle-Güstrow.

## Biografia

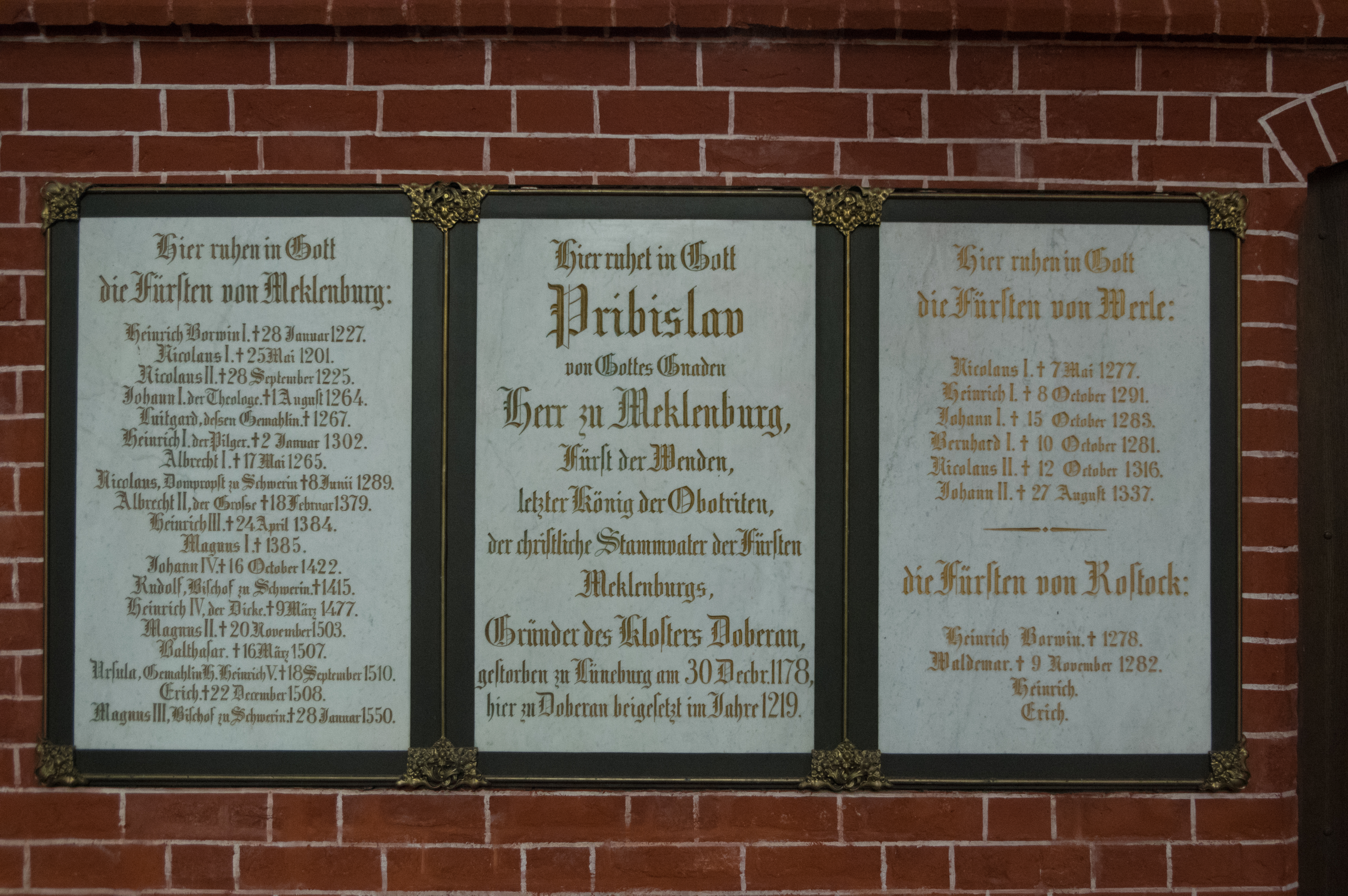
Memoriale della casata di Werle nel duomo di Doberan

Giovanni II di Werle era il secondo figlio di Giovanni I di Werle.
Alla morte del padre, nel 1283, il ramo Werle-Parchim della signoria di Werle fu preso dal fratello maggiore Nicola II, in quanto Giovanni non era ancora nella maggiore età.
Dal 1309 fu associato dal fratello alla coreggenza, che durò fino alla morte di Nicola II nel 1316. Dopo la morte di Nicola egli fece un accordo con il figlio di Nicola, Giovanni III, in base al quale la signoria fu divisa. Giovanni II prese il ramo Werle-Güstrow e Giovanni III il ramo Werle-Goldberg.
Giovanni II morì il 27 agosto 1327 e venne sepolto nel Duomo di Doberan
Nel 1311 Giovanni II sposò Mechtild figlia del duca Enrico I di Brunswick-Grubenhagen.
Da questo matrimonio ci furono quattro figli:
- Nicola III, signore di Werle-Güstrow;
- Bernardo II, signore di Werle-Waren;
- Sofia di Werle (1329-1364), sposata prima con Alberto IV di Sassonia-Lauenburg e poi con Barnim IV di Pomerania.
- Anna di Werle, monaca nel monastero di Dobbertin.

## Ascendenza
|                                          |                                       |                                          | Genitori                                      |  |  | Nonni |  |  | Bisnonni                                     |  |  | Trisnonni                                    |  |
|                                          |                                       |                                          |                                               |  |  |       |  |  | 8. Enrico Borwin II, principe di Meclemburgo |  |  | 16. Enrico Borwin I, principe di Meclemburgo |  |
|                                          |                                       |                                          |                                               |  |  |       |  |  | 8. Enrico Borwin II, principe di Meclemburgo |  |  | 16. Enrico Borwin I, principe di Meclemburgo |  |
|                                          |                                       | …                                        |                                               |  |  |       |  |  | 8. Enrico Borwin II, principe di Meclemburgo |  |  |                                              |  |
| 4. Nicola I, signore di Werle            |                                       |                                          |                                               |  |  |       |  |  | 8. Enrico Borwin II, principe di Meclemburgo |  |  |                                              |  |
|                                          |                                       | 9. Cristina di Svezia                    | 18. Sverker II, re di Svezia                  |  |  |       |  |  |                                              |  |  |                                              |  |
|                                          |                                       | 9. Cristina di Svezia                    | 18. Sverker II, re di Svezia                  |  |  |       |  |  |                                              |  |  |                                              |  |
|                                          |                                       | 9. Cristina di Svezia                    | 19. Benedikta Ebbesdotter Hvide               |  |  |       |  |  |                                              |  |  |                                              |  |
| 2. Giovanni I, signore di Werle          |                                       | 9. Cristina di Svezia                    |                                               |  |  |       |  |  |                                              |  |  |                                              |  |
|                                          |                                       | 10. Enrico I, principe di Anhalt         | 20. Bernardo III, duca di Sassonia            |  |  |       |  |  |                                              |  |  |                                              |  |
|                                          |                                       | 10. Enrico I, principe di Anhalt         | 20. Bernardo III, duca di Sassonia            |  |  |       |  |  |                                              |  |  |                                              |  |
|                                          |                                       | 10. Enrico I, principe di Anhalt         | 21. Brigitta di Danimarca                     |  |  |       |  |  |                                              |  |  |                                              |  |
| 5. Jutta di Anhalt                       |                                       | 10. Enrico I, principe di Anhalt         |                                               |  |  |       |  |  |                                              |  |  |                                              |  |
|                                          |                                       | 11. Ermengarda di Turingia               | 22. Ermanno I, langravio di Turingia          |  |  |       |  |  |                                              |  |  |                                              |  |
|                                          |                                       | 11. Ermengarda di Turingia               | 22. Ermanno I, langravio di Turingia          |  |  |       |  |  |                                              |  |  |                                              |  |
|                                          |                                       | 11. Ermengarda di Turingia               | 23. Sofia di Baviera                          |  |  |       |  |  |                                              |  |  |                                              |  |
| 1. Giovanni II, signore di Werle-Güstrow |                                       | 11. Ermengarda di Turingia               |                                               |  |  |       |  |  |                                              |  |  |                                              |  |
|                                          | 12. Gebardo I, conte di Lindow-Ruppin | 24. Gualtiero II, conte di Lindow-Ruppin |                                               |  |  |       |  |  |                                              |  |  |                                              |  |
|                                          | 12. Gebardo I, conte di Lindow-Ruppin | 24. Gualtiero II, conte di Lindow-Ruppin |                                               |  |  |       |  |  |                                              |  |  |                                              |  |
|                                          | 12. Gebardo I, conte di Lindow-Ruppin | 25. Gertrude di Ballenstedt              |                                               |  |  |       |  |  |                                              |  |  |                                              |  |
| 6. Guntero I, conte di Lindow-Ruppin     | 12. Gebardo I, conte di Lindow-Ruppin |                                          |                                               |  |  |       |  |  |                                              |  |  |                                              |  |
|                                          |                                       | 13. Edvige di Hirscher-Siebenburgen      | 26. Giorgio I, conte di Hirscher-Siebenburgen |  |  |       |  |  |                                              |  |  |                                              |  |
|                                          |                                       | 13. Edvige di Hirscher-Siebenburgen      | 26. Giorgio I, conte di Hirscher-Siebenburgen |  |  |       |  |  |                                              |  |  |                                              |  |
|                                          |                                       | 13. Edvige di Hirscher-Siebenburgen      | …                                             |  |  |       |  |  |                                              |  |  |                                              |  |
| 3. Sofia di Lindow-Ruppin                |                                       | 13. Edvige di Hirscher-Siebenburgen      |                                               |  |  |       |  |  |                                              |  |  |                                              |  |
|                                          |                                       | 14. Vislavo I, principe di Rügen         | 28. Jaromar I, principe di Rügen              |  |  |       |  |  |                                              |  |  |                                              |  |
|                                          |                                       | 14. Vislavo I, principe di Rügen         | 28. Jaromar I, principe di Rügen              |  |  |       |  |  |                                              |  |  |                                              |  |
|                                          |                                       | 14. Vislavo I, principe di Rügen         | 29. Ildegarda di Danimarca                    |  |  |       |  |  |                                              |  |  |                                              |  |
| 7. Eufemia di Rügen                      |                                       | 14. Vislavo I, principe di Rügen         |                                               |  |  |       |  |  |                                              |  |  |                                              |  |
|                                          |                                       | 15. Margherita di Svezia                 | 30. Sverker II, re di Svezia (= 18)           |  |  |       |  |  |                                              |  |  |                                              |  |
|                                          |                                       | 15. Margherita di Svezia                 | 30. Sverker II, re di Svezia (= 18)           |  |  |       |  |  |                                              |  |  |                                              |  |
|                                          |                                       | 15. Margherita di Svezia                 | 31. Benedikta Ebbesdotter Hvide (= 19)        |  |  |       |  |  |                                              |  |  |                                              |  |
|                                          |                                       | 15. Margherita di Svezia                 |                                               |  |  |       |  |  |                                              |  |  |                                              |  |